# Мартина Млађа (кћи цара Ираклија I)
Мартина или Анастасија  је била племкиња из VII века, ћерка цара Ираклија I (р. 610–641  и његова друга жена и сестричине, царице Мартина (р. 613–641  и сестра цара Давида - Тиберија, Фабија, цара Ираклија II, цезара Марина, Теодосија, царице Августине и Феброније. По речима цариградског патријарха Нићифора I (р. 806–815 , добила је титулу Августе . Њено проглашење, према ауторима ПИРТ-а, догодило се средином VII века. 
Валтер Каеги, међутим, сматра да се њено крунисање догодило 4. јануара 638. године, током церемоније крунисања, његове браће за цареве. Том приликом Ираклона добија титулу цара, Августина титулу царице и Давида титулу цезара . Ова именовања су имала за циљ да учврсте владајућу династију, али нису постигла очекивани резултат, доносећи полемику и негодовање код цара. 